# قس بن ساعده ایادی
قُسُّ بن ساعده بن حُذَافه بن زُفر بن إیاد، یا قُسُّ بن ساعده بن عمرو بن عدی بن مالک بن ایدعان بن النمر بن وائله بن الطمثان بن عوذ مناه بن یقدم بن أفصی بن دعمی بن إیاد، از اندیشمندان عرب قبل از اسلام بود. حدود سال ۶۰۰ میلادی، ۲۳ سال قبل از هجرت فوت کرد.
ادیبان عرب گفته‌اند که قس بن ساعده نصرانی و از حنفا بود که معتقد به توحید و روز قیامت بودند، طبری از پیامبر اسلام روایت کرده است که: «خدا قس را رحمت کناد! او بر دین پدرم اسماعیل پسر ابراهیم بود».
از گفته‌های منسوب به او عبارت است از:
- «کلا بل هو إله واحد، لیس بمولود ولا والد، أعاد وأبدی، وإلیه المآب غدا».[۲]
- و متنی با موضوع سوره توحید: «کلا بل هو الله الواحد المعبود، لیس بوالد ولا مولود».[۳]